# Liste der Kulturdenkmale in Zscheila

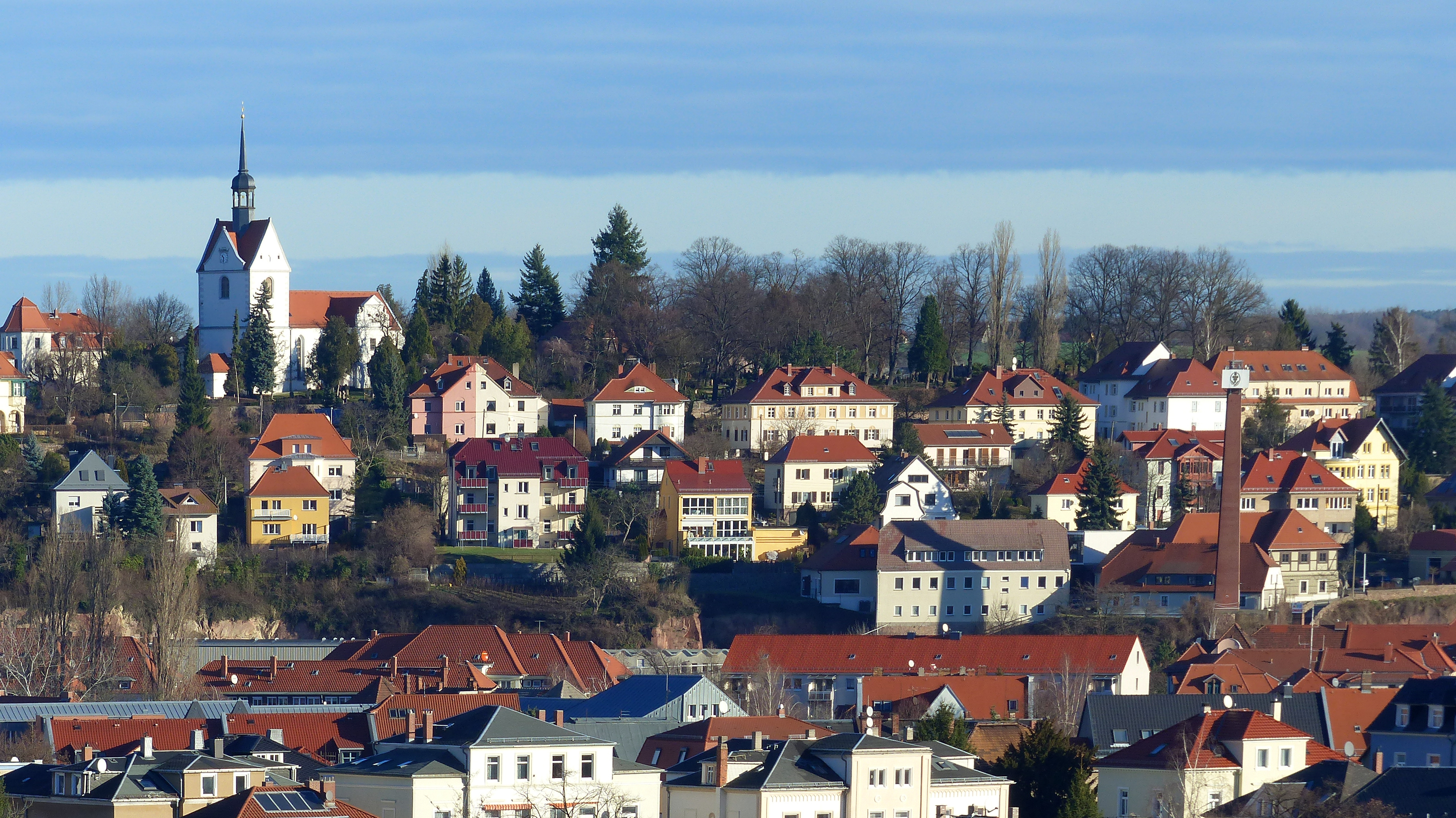
Blick auf Zscheila vom linken Elbufer aus

In der Liste der Kulturdenkmale in Zscheila sind die Kulturdenkmale der im Nordosten der Stadt Meißen am rechten Ufer der Elbe gelegenen Gemarkung Zscheila verzeichnet, die bis Februar 2021 vom Landesamt für Denkmalpflege Sachsen erfasst wurden (ohne archäologische Kulturdenkmale). Die Anmerkungen sind zu beachten.
Diese Aufzählung ist eine Teilmenge der Liste der Kulturdenkmale in Meißen.

## Liste der Kulturdenkmale in Zscheila
| Bild                                    | Bezeichnung | Lage                                    | Datierung | Beschreibung | ID       |
| --------------------------------------- | --- | --------------------------------------- | --- | --- | -------- |
| Weitere Bilder                          | Sachgesamtheit Trinitatiskirche mit Kirchhof | An der Trinitatiskirche (Karte)         | Chor Mitte 13. Jahrhundert; Langhaus Anfang 16. Jahrhundert; um 1655 (Altaraufbau); wohl 1667 (Kanzel); 1860 (Taufstein) | Sachgesamtheit Trinitatiskirche mit Kirchhof, mit den Einzeldenkmalen: Kirche (ehemalige Stiftskirche St. Georg), 19 Grabmale sowie Kriegerdenkmal für die Gefallenen des Ersten Weltkrieges (Obj. 09265173) und folgenden Sachgesamtheitsteilen: Feierhalle und Einfriedungsmauer; städtebaulich, landschaftsgestaltend, baugeschichtlich und künstlerisch von Bedeutung                        | 09300878 |
| Weitere Bilder                          | Kirche von Meißen-Zscheila (ehemalige Stiftskirche St. Georg), 19 Grabmale und Kriegerdenkmal für die Gefallenen des Ersten Weltkrieges (Einzeldenkmale zu Sachgesamtheit 09300878)                           | An der Trinitatiskirche (Karte)         | Chor Mitte 13. Jahrhundert; Langhaus Anfang 16. Jahrhundert; um 1655 (Altaraufbau); wohl 1667 (Kanzel); 1860 (Taufstein) | Einzeldenkmale der Sachgesamtheit Trinitatiskirche mit Kirchhof; städtebaulich, landschaftsgestaltend, baugeschichtlich und künstlerisch von Bedeutung, gotischer Kirchenbau mit Renaissance-Elementen | 09265173 |
| Direkt Bild zu diesem Denkmal hochladen | Wohnhaus | An der Trinitatiskirche 1 (Karte)       | 1. Hälfte 19. Jahrhundert                                                                                                | Baugeschichtlich und sozialgeschichtlich von Bedeutung, ländliches Wohnhaus in Art eines Bauernhauses, verputztes Fachwerk-Obergeschoss | 09265597 |
| Direkt Bild zu diesem Denkmal hochladen | Vier Gebäude und freistehende eingehauste Presse eines ehemaligen Weingutes, heute Weingaststätte (Probierstube St. Benno mit Weinverkauf der Sächsischen Winzergenossenschaft) und rückwärtiges Lagergebäude | Bennoweg 8, 9 (Karte)                   | Bezeichnet mit 1746 (Weingut); bezeichnet mit 1777 (Weinpresse); bezeichnet mit 1956 (Lagerhaus)                         | Anlage bau- und ortsgeschichtlich bedeutend, charakteristisches Beispiel der Architektur des 18. und 19. Jahrhunderts sowie der 1950er Jahre, durch hervorgehobene Platzierung auf einem Felsmassiv auch städtebaulich von Belang. | 09265200 |
| Direkt Bild zu diesem Denkmal hochladen | Mehrfamilienhaus (mit zwei Eingängen) mit Einfriedung | Gabelsbergerstraße 12, 14 (Karte)       | Bezeichnet mit 1925 | Baugeschichtlich von Bedeutung, Anklänge an den Art-Déco-Stil | 09265207 |
| Direkt Bild zu diesem Denkmal hochladen | Mietshaus in offener Bebauung (in Art eines Doppelhauses) | Heinrich-Freitäger-Straße 1 (Karte)     | 1898 | Baugeschichtlich von Bedeutung, ein Gründerzeithaus | 09265172 |
| Direkt Bild zu diesem Denkmal hochladen | Mietshaus in offener Bebauung (in Art eines Eckhauses ausgebildet) | Heinrich-Freitäger-Straße 4 (Karte)     | Ende 19. Jahrhundert | Städtebaulich und baugeschichtlich von Bedeutung, ein Gründerzeithaus | 09266280 |
| Direkt Bild zu diesem Denkmal hochladen | Mietshaus in offener Bebauung (in Art eines Eckhauses ausgebildet) | Heinrich-Freitäger-Straße 5 (Karte)     | Bezeichnet mit 1906 | Baugeschichtlich von Bedeutung, ein Gründerzeithaus mit Jugendstilelementen | 09266279 |
| Direkt Bild zu diesem Denkmal hochladen | Mietvilla | Heinrich-Freitäger-Straße 10 (Karte)    | 1902 | Baugeschichtlich von Bedeutung, ein Gründerzeitbau mit fassadenprägendem hölzernen Verandenvorbau | 09265169 |
| Direkt Bild zu diesem Denkmal hochladen | Bauernhof mit allen auf dem Grundstück befindlichen Gebäuden (bauliche Einheit mit Zscheilberg 1), mit Bruchsteinmauer                                                                                        | Joachimstal 14 (Zscheilberg 1) (Karte)  | Bezeichnet mit 1613 | Sozial- und baugeschichtlich von Bedeutung, ein altes Weinbauerngut | 09265166 |
| Direkt Bild zu diesem Denkmal hochladen | Mietshaus in geschlossener Bebauung | Karlstraße 2 (Karte)                    | Um 1900 | Städtebaulich und baugeschichtlich von Bedeutung, ein Gründerzeithaus (mehrfarbige Klinkerfassade), mit Ladeneinbau | 09265194 |
| Direkt Bild zu diesem Denkmal hochladen | Wohnhaus mit Seitenflügel eines Weinbauernhofes, sowie separat liegender Weinkeller am Berghang (mit Inschrifttafel von 1689 an den Seitenwänden des Vorkellers)                                              | Mannfeldstraße 2 (Karte)                | Bezeichnet mit 1689 (Weinkeller); bezeichnet mit 1793 (Bauernhaus)                                                       | Sozialgeschichtlich und baugeschichtlich von Bedeutung, ortsbildprägendes Weinbauerngut nahe der Trinitatiskirche im Ortsteil Zscheila, hervorgehobenes Eingangsportal am Haus | 09265201 |
| Direkt Bild zu diesem Denkmal hochladen | Mietshaus in halboffener Bebauung und Ecklage | Niederauer Straße 15 (Karte)            | Bezeichnet mit 1901 | Städtebaulich und baugeschichtlich von Bedeutung, ein Gründerzeithaus mit mehrfarbiger Klinkerfassade und Laden | 09265035 |
| Weitere Bilder                          | Hofanlage mit Wohnhaus einschließlich Turmanbau (möglicherweise Reste des alten Burgwarts), Wohnstallhaus, Seitengebäude und Scheune                                                                          | Pfarrgasse 1, 1a, 1b (Karte)            | 15. Jahrhundert (Wohnhaus); um 1800 (Scheune); bezeichnet mit 1848 (Wohnstallhaus)                                       | Weithin sichtbares Turmgebäude mit Substanz aus der Gotik, im 18. und 19. Jahrhundert überformt, Fachwerk im Obergeschoss, eines der bau- und ortsgeschichtlich bedeutsamsten Gebäude des Ortsteils Zscheila, dazugehöriger Vierseithof in sich geschlossene, charakteristische Anlage aus der Mitte des 19. Jahrhunderts (Scheune wohl um 1800), orts-, sozial- und baugeschichtlich von Belang | 09265205 |
| Weitere Bilder                          | Wohnhaus, Toranlage und Hofeinfriedung eines Gehöftes | Pfarrgasse 3a (Karte)                   | | Bau-, orts- und sozialgeschichtlich bedeutend, wohl ehemalige Bauernwinzerei | 09265204 |
| Weitere Bilder                          | Ehemaliges Schulgebäude mit Mauereinfriedung, Torpfeilern, Treppenaufgang vom Garten und rückwärtigem kleinem Fachwerkanbau                                                                                   | Pfarrgasse 4 (Karte)                    | Bezeichnet mit 1878 | Gebäude im historistischen Stil, Eingang gestalterisch hervorgehoben, ortshistorisch bedeutend | 09265203 |
| Weitere Bilder                          | Pfarrhaus der Trinitatiskirchgemeinde, mit Einfriedung des Pfarrgartens | Pfarrgasse 5 (Karte)                    | 1853 (laut Gurlitt) | Schlichter Bau mit betontem Eingang und Freitreppe, ortshistorisch bedeutend | 09265202 |
| Weitere Bilder                          | Sowjetisches Ehrenmal und Soldatenfriedhof | Trinitatiskirchweg (Karte)              | 1946 | Anlage aus erhöhtem und über eine Treppe erreichbarem Denkmal mit großem Stern sowie weitläufiger Wiese mit Grabsteinen, Begräbnisort von 463 Kriegstoten aus der UdSSR, geschichtlich von Bedeutung | 09300946 |
| Direkt Bild zu diesem Denkmal hochladen | Doppelhaus einer Wohnanlage mit Einfriedung | Werdermannstraße 8, 9 (Karte)           | Nach 1910 | Städtebaulich und baugeschichtlich von Bedeutung, Bauten im Heimatstil | 09265186 |
| Direkt Bild zu diesem Denkmal hochladen | Reihenhaus einer Wohnanlage mit Einfriedung | Werdermannstraße 10, 11, 12, 13 (Karte) | Nach 1910 | Städtebaulich und baugeschichtlich von Bedeutung, Bauten im Heimatstil | 09265181 |
| Direkt Bild zu diesem Denkmal hochladen | Doppelhaus einer Wohnanlage mit Einfriedung | Werdermannstraße 14, 15 (Karte)         | Nach 1910 | Städtebaulich und baugeschichtlich von Bedeutung, Bauten im Heimatstil | 09265179 |
| Direkt Bild zu diesem Denkmal hochladen | Doppelwohnhaus mit Einfriedung | Werdermannstraße 18, 19 (Karte)         | Nach 1910 | Städtebaulich und baugeschichtlich von Bedeutung, Fassade mit Art- déco-Anklängen | 09265605 |
| Direkt Bild zu diesem Denkmal hochladen | Villa mit Hinterhaus | Werdermannstraße 20 (Karte)             | Nach 1910 | Städtebaulich und baugeschichtlich von Bedeutung, Fassade mit Art-déco-Anklängen | 09265177 |
| Direkt Bild zu diesem Denkmal hochladen | Gemeindehaus der Trinitatis-Kirche | Werdermannstraße 25 (Karte)             | 1914 | Städtebaulich und baugeschichtlich von Bedeutung, ein Bau im Heimatstil | 09265174 |
| Direkt Bild zu diesem Denkmal hochladen | Bauernhof mit allen auf dem Grundstück befindlichen Gebäuden (bauliche Einheit mit Zscheilberg 1), mit Bruchsteinmauer                                                                                        | Zscheilberg 1 (Joachimstal 14) (Karte)  | Bezeichnet mit 1613 | Sozial- und baugeschichtlich von Bedeutung, ein altes Weinbauerngut | 09265166 |

## Ehemaliges Kulturdenkmal
| Bild                                    | Bezeichnung | Lage                                 | Datierung | Beschreibung                      | ID |
| --------------------------------------- | ----------- | ------------------------------------ | --------- | --------------------------------- | -- |
| Direkt Bild zu diesem Denkmal hochladen | Gasthof     | Heinrich-Freitäger-Straße 31 (Karte) |           | Gasthof, mit Seitenflügel zum Hof |    |

## Tabellenlegende
- Bild: Bild des Kulturdenkmals, ggf. zusätzlich mit einem Link zu weiteren Fotos des Kulturdenkmals im Medienarchiv Wikimedia Commons. Wenn man auf das Kamerasymbol klickt, können Fotos zu Kulturdenkmalen aus dieser Liste hochgeladen werden:
- Bezeichnung: Denkmalgeschützte Objekte und ggf. Bauwerksname des Kulturdenkmals
- Lage: Straßenname und Hausnummer oder Flurstücknummer des Kulturdenkmals. Die Grundsortierung der Liste erfolgt nach dieser Adresse. Der Link (Karte) führt zu verschiedenen Kartendiensten mit der Position des Kulturdenkmals. Fehlt dieser Link, wurden die Koordinaten noch nicht eingetragen. Sind diese bekannt, können sie über ein Tool mit einer Kartenansicht einfach nachgetragen werden. In dieser Kartenansicht sind Kulturdenkmale ohne Koordinaten mit einem roten bzw. orangen Marker dargestellt und können durch Verschieben auf die richtige Position in der Karte mit Koordinaten versehen werden. Kulturdenkmale ohne Bild sind an einem blauen bzw. roten Marker erkennbar.
- Datierung: Baubeginn, Fertigstellung, Datum der Erstnennung oder grobe zeitliche Einordnung entsprechend des Eintrags in der sächsischen Denkmaldatenbank
- Beschreibung: Kurzcharakteristik des Kulturdenkmals entsprechend des Eintrags in der sächsischen Denkmaldatenbank, ggf. ergänzt durch die dort nur selten veröffentlichten Erfassungstexte oder zusätzliche Informationen
- ID: Vom Landesamt für Denkmalpflege Sachsen vergebene, das Kulturdenkmal eindeutig identifizierende Objekt-Nummer. Der Link führt zum PDF-Denkmaldokument des Landesamtes für Denkmalpflege Sachsen. Bei ehemaligen Kulturdenkmalen können die Objektnummern unbekannt sein und deshalb fehlen bzw. die Links von aus der Datenbank entfernten Objektnummern ins Leere führen. Ein ggf. vorhandenes Icon  führt zu den Angaben des Kulturdenkmals bei Wikidata.